# ЛіАЗ-677
ЛіАЗ 677 (4х2) — міський автобус великого класу, що випускався Лікінським заводом в період з 1967 року по 2002 рік. Кузов — суцільнометалевий напівтримальний з трьома дверима, в тому числі двоє для пасажирів. Планування сидіння — чотирьох- і трьохрядне. Всього виготовили більше 194 тисячі екземплярів.

## Історія

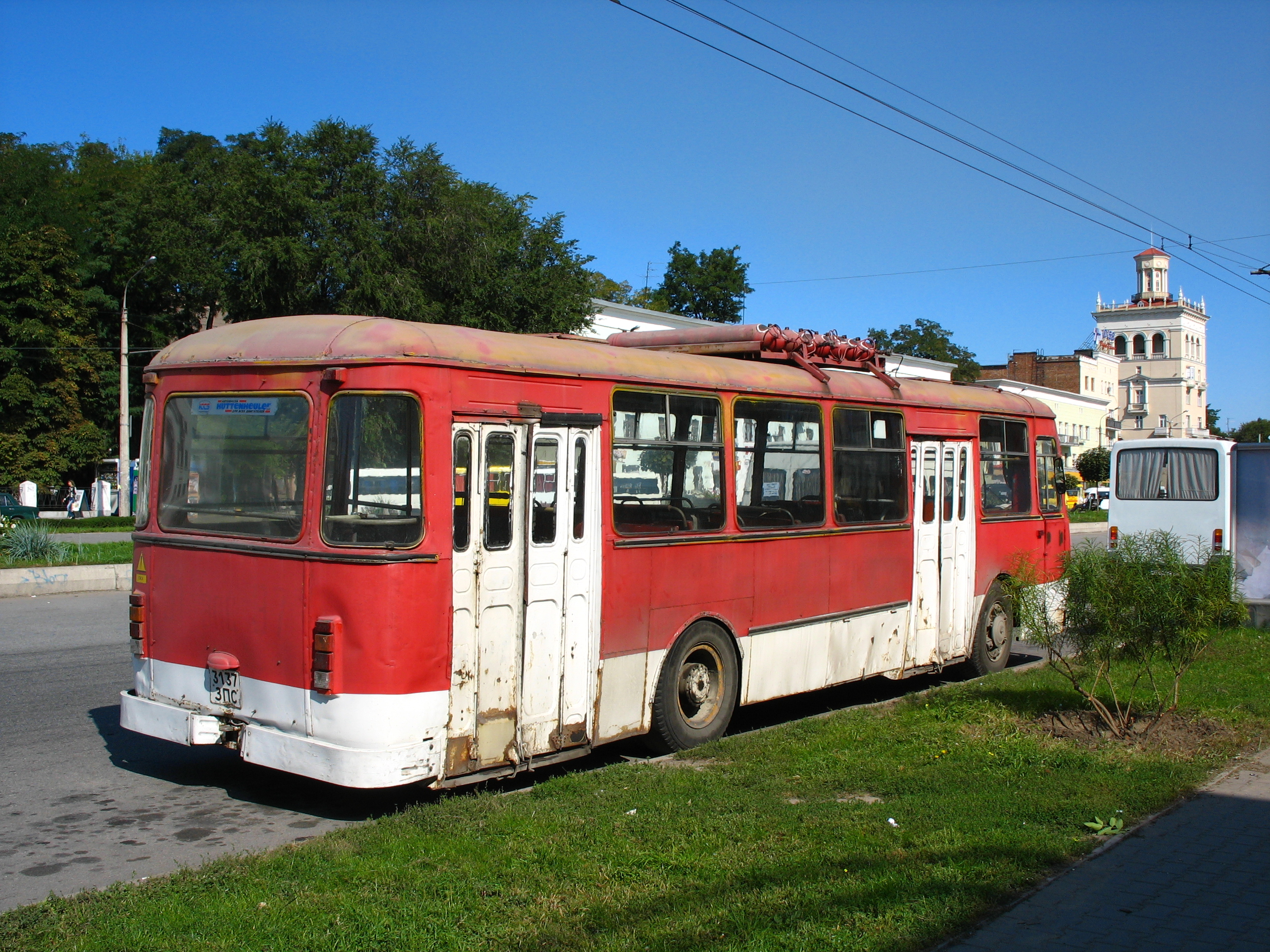
ЛіАЗ-677М у Запоріжжі, 2006

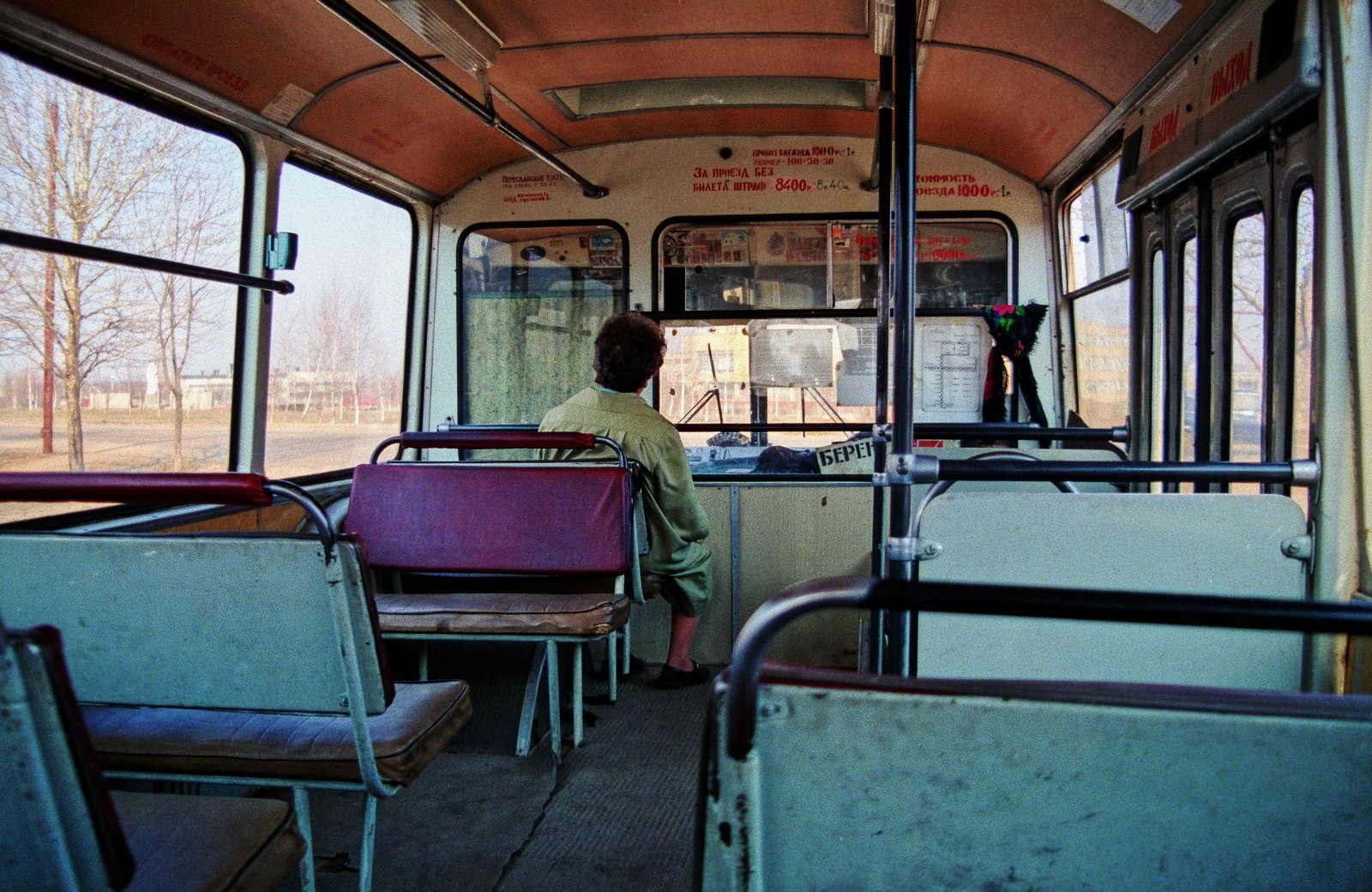
Салон ЛіАЗ-677

ЛіАЗ-677 почали проектувати в 1960 році. Дана модель мала прийти на зміну автобусам ЗІЛ-158В, які випускалися Лікінським автозаводом до цього. Перший прототип нового автобуса був готовий 6 листопада 1962 року.
У 1963 році прототип був продемонстрований Держкомісії з автоматизації та механізації при СМ СРСР. Комісія дала автобусу позитивну оцінку. Був випущений ще один прототип, і в наступному році були проведені випробування нових автобусів в районі Сочі, а в 1965 році автобуси вирушили в випробувальний пробіг по маршруту Москва — Харків — Новоросійськ — Сочі — Тбілісі — Єреван — Орджонікідзе — Москва. Проводилися і лабораторні випробування автобусів.
У 1967 році почався випуск дослідних партій нового автобуса, а з весни наступного року — серійне виробництво. Однак і тут автобуси нової моделі збиралися по обхідних технологіях. Лише з червня 1970 року складання автобусів була переведена на головний конвеєр заводу. Варто так само відзначити і той факт, що автобуси випущені в кінці 60-х деяким чином відрізнялися від подальших. Зокрема, відкидними кватирками в бокових вікнах, задніми габаритними вогнями на схилах даху, а не під ними. У 1972 році автобус почав оснащуватися пневморесорною підвіскою, замість пневматичної. В середині 70-х змінилася емблема, на більш сучасну, звичну. До цього була стара емблема стояла ще на автобусах ЗІЛ-158В. У 1978 році на автобусах з'явилися аварійні виходи в вікнах, квадратні передні покажчики поворотів, дах з трьома вентиляційним люками, розсувні кватирка в правому вікні кабіни водія. З другої половини 1979 року автобуси почали фарбувати в єдиний вохристий колір. В цей же час почалася розробка подальшої глибокої модернізації автобуса, що вилилася в майбутній ЛіАЗ-677М.

## Модифікації

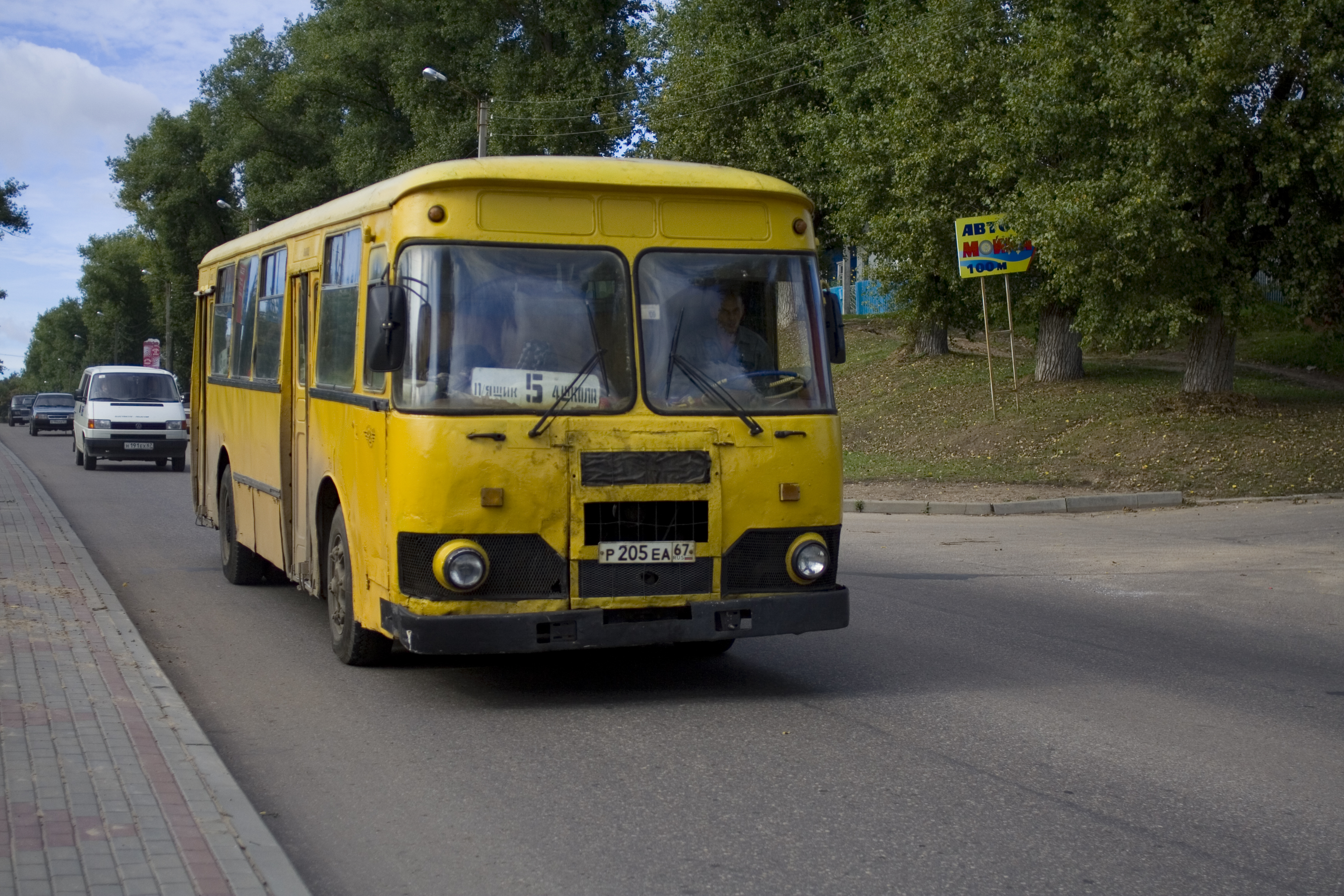
ЛіАЗ-677М у Рославлі

- ЛіАЗ 677Д — північний, для роботи при температурах до −60 °C, відрізняється наявністю теплоізоляції кузова та подвійного скла, планування сидінь чотирирядне, число місць для сидіння — 34, загальна пасажиромісткість — 66:
- ЛіАЗ 677Б — приміський, планування сидінь чотирирядне, число місць для сидіння — 34, загальна пасажиромісткість — 66;
- ЛіАЗ-677В — екскурсійний, відрізняється наявністю одних двостулкових передніх дверей для пасажирів, планування сидінь чотирирядне, число місць для сидіння — 37, крім того, передбачено місце для екскурсовода;
- ЛіАЗ 677Г — міський, обладнаний апаратурою для роботи на зрідженому газі;
- ЛіАЗ 677П — спеціальний; для перевезення авіапасажирів всередині аеропортів. Відрізняється наявністю чотирьох двостулкових дверей (двох праворуч і двох ліворуч). Число місць для сидіння — 10, загальна пасажиромісткість — 75, в години пік — 110.

З 1978 року випускався модернізований автобус ЛіАЗ 677М, який відрізнявся від ЛіАЗ 677 більшим числом місць для сидіння (27) і поліпшеним салоном. Власна маса 8435 кг.

## Технічні характеристики
| Параметр                                                       | Параметр                                                       | Характеристика | Характеристика |
| -------------------------------------------------------------- | -------------------------------------------------------------- | --- | --- |
| Число місць                                                    | для сидіння                                                    | 25 | 25 |
| Число місць                                                    | загальне                                                       | 80 | 80 |
| Число місць                                                    | в години пік                                                   | 110 | 110 |
| Власна маса, кг                                                | на передню вісь                                                | 4280 | 8380 |
| Власна маса, кг                                                | на задню вісь                                                  | 4100 | 8380 |
| Повна маса, кг                                                 | на передню вісь                                                | 5740 | 14050 |
| Повна маса, кг                                                 | на задню вісь                                                  | 8310 | 14050 |
| Дорожні просвіти, мм                                           | під передньою віссю                                            | 350 | 350 |
| Дорожні просвіти, мм                                           | під задньою віссю                                              | 340 | 340 |
| Радіус повороту, м                                             | по осі сліду зовнішнього колеса                                | 9,6 | 9,6 |
| Радіус повороту, м                                             | зовнішній габаритний                                           | 11 | 11 |
| Максимальна швидкість, км/год                                  | Максимальна швидкість, км/год                                  | 70 | 70 |
| Гальмівний шлях зі швидкості 60 км/год, м                      | Гальмівний шлях зі швидкості 60 км/год, м                      | 36,7 | 36,7 |
| Контрольна витрата палива при швидкості 30-40 км/год, л/100 км | Контрольна витрата палива при швидкості 30-40 км/год, л/100 км | 40 | 40 |
| Двигун                                                         | Двигун                                                         | ЗІЛ-375Я7, карбюраторний, чотирьохтактний, V-подібний, восьмициліндровий                                            | ЗІЛ-375Я7, карбюраторний, чотирьохтактний, V-подібний, восьмициліндровий                                            |
| Діаметр циліндра і хід поршня, мм                              | Діаметр циліндра і хід поршня, мм                              | 108 × 95 | 108 × 95 |
| Робочий об'єм, л                                               | Робочий об'єм, л                                               | 7 | 7 |
| Ступінь стиснення                                              | Ступінь стиснення                                              | 6,5 | 6,5 |
| Порядок роботи циліндрів                                       | Порядок роботи циліндрів                                       | 1-5-4-2-6-3-7-8 | 1-5-4-2-6-3-7-8 |
| Максимальна потужність, к. с.                                  | Максимальна потужність, к. с.                                  | 180 при 3200 об/хв                                                                                                  | 180 при 3200 об/хв                                                                                                  |
| Максимальний крутний момент, кгс·м                             | Максимальний крутний момент, кгс·м                             | 47,5 при 1800—200 об/хв                                                                                             | 47,5 при 1800—200 об/хв                                                                                             |
| Карбюратор                                                     | Карбюратор                                                     | К089А | К089А |
| Електрообладнання                                              | Електрообладнання                                              | 12 В | 12 В |
| Акумуляторна батарея                                           | Акумуляторна батарея                                           | 6СТ-78, 2 шт. | 6СТ-78, 2 шт. |
| Переривник-розподільник                                        | Переривник-розподільник                                        | Р4-В або Р4-В2 | Р4-В або Р4-В2 |
| Котушка запалювання                                            | Котушка запалювання                                            | Б13 | Б13 |
| Свічки запалювання                                             | Свічки запалювання                                             | А15Б | А15Б |
| Генератор                                                      | Генератор                                                      | Г2-Б | Г2-Б |
| Реле-регулятор                                                 | Реле-регулятор                                                 | РР5 | РР5 |
| Стартер                                                        | Стартер                                                        | СТ130 | СТ130 |
| Коробка передач                                                | Коробка передач                                                | гідротрансформатор (максимальний коефіцієнт трансформації 3,6), працюючий спільно з двухступеневою коробкою передач | гідротрансформатор (максимальний коефіцієнт трансформації 3,6), працюючий спільно з двухступеневою коробкою передач |
| Головна передача                                               | Головна передача                                               | центральна одинарна і планетарні редуктори в спутицях коліс                                                         | центральна одинарна і планетарні редуктори в спутицях коліс                                                         |
| Передаточне число                                              | коробки передач                                                | I — 1,792; II — 1,00; З. Х. — 1,713                                                                                 | I — 1,792; II — 1,00; З. Х. — 1,713                                                                                 |
| Передаточне число                                              | центральної передачі                                           | 2,36 | 2,36 |
| Передаточне число                                              | планетарних редукторів                                         | 3,66 | 3,66 |
| Передаточне число                                              | загальні передаточні числа головної передачі                   | 8,64 | 8,64 |
| Рульовий механізм                                              | Рульовий механізм                                              | двохзахідний черв'як і сектор з гідропідсилювачем, передаточне число 21,5                                           | двохзахідний черв'як і сектор з гідропідсилювачем, передаточне число 21,5                                           |
| Підвіска — передня та задня                                    | Підвіска — передня та задня                                    | залежна ресонно-пневматична, амортизатори гідравлічні телескопічні                                                  | залежна ресонно-пневматична, амортизатори гідравлічні телескопічні                                                  |
| Гальма                                                         | робочі                                                         | барабанні на всі колеса з роздільним пневматичним приводом                                                          | барабанні на всі колеса з роздільним пневматичним приводом                                                          |
| Гальма                                                         | стоянникові                                                    | барабанні на задні колеса з механічним приводом                                                                     | барабанні на задні колеса з механічним приводом                                                                     |
| Кількість коліс                                                | Кількість коліс                                                | 6+1 | 6+1 |
| Розмір шин                                                     | Розмір шин                                                     | 280 — 508Р | 280 — 508Р |
| Тиск повітря у шинах, кгс/см²                                  | передніх                                                       | 7,5 | 7,5 |
| Тиск повітря у шинах, кгс/см²                                  | задніх                                                         | 6,75 | 6,75 |
| Заправні об'єми, л, та рекомендовані експлуатаційні матеріали  | паливний бак                                                   | 300 — бензин АИ-93 або А-76                                                                                         | 300 — бензин АИ-93 або А-76                                                                                         |
| Заправні об'єми, л, та рекомендовані експлуатаційні матеріали  | система охолодження двигуна                                    | 33 — вода або антифриз                                                                                              | 33 — вода або антифриз                                                                                              |
| Заправні об'єми, л, та рекомендовані експлуатаційні матеріали  | система змащення двигуна                                       | 9 — мастило М8Б1У                                                                                                   | 9 — мастило М8Б1У                                                                                                   |
| Заправні об'єми, л, та рекомендовані експлуатаційні матеріали  | повітряний фільтр                                              | 0,8 — мастило для двигуна                                                                                           | 0,8 — мастило для двигуна                                                                                           |
| Заправні об'єми, л, та рекомендовані експлуатаційні матеріали  | картер коробки передач                                         | 16 — мастило марки А                                                                                                | 16 — мастило марки А                                                                                                |
| Заправні об'єми, л, та рекомендовані експлуатаційні матеріали  | картер ведучого моста                                          | 8 | мастило ТСп-14 або ТАп-15 В                                                                                         |
| Заправні об'єми, л, та рекомендовані експлуатаційні матеріали  | картер рульового механізму                                     | 2 | мастило ТСп-14 або ТАп-15 В                                                                                         |
| Заправні об'єми, л, та рекомендовані експлуатаційні матеріали  | система гідропідсилювача рульового управління                  | 3,2 — мастило для гідросистем марки Р                                                                               | 3,2 — мастило для гідросистем марки Р                                                                               |
| Заправні об'єми, л, та рекомендовані експлуатаційні матеріали  | амартизатори                                                   | два передніх і чотири задніх по 0,75 — мастило веретенне АУ                                                         | два передніх і чотири задніх по 0,75 — мастило веретенне АУ                                                         |
| Заправні об'єми, л, та рекомендовані експлуатаційні матеріали  | бачок омивача вітрового скла                                   | 2,5 — рідина НИИСС-4 в суміші з водою                                                                               | 2,5 — рідина НИИСС-4 в суміші з водою                                                                               |
| Маса агрегатів, кг                                             | двигун з обладнанням                                           | 508 | 508 |
| Маса агрегатів, кг                                             | коробка передач                                                | 250 | 250 |
| Маса агрегатів, кг                                             | карданний вал                                                  | 95 | 95 |
| Маса агрегатів, кг                                             | передній міст                                                  | 398 | 398 |
| Маса агрегатів, кг                                             | задній міст                                                    | 670 | 670 |
| Маса агрегатів, кг                                             | кузов                                                          | 3650 | 3650 |
| Маса агрегатів, кг                                             | колесо в зборі з шиною                                         | 109 | 109 |
| Маса агрегатів, кг                                             | радіатор                                                       | 89 | 89 |

## Галерея

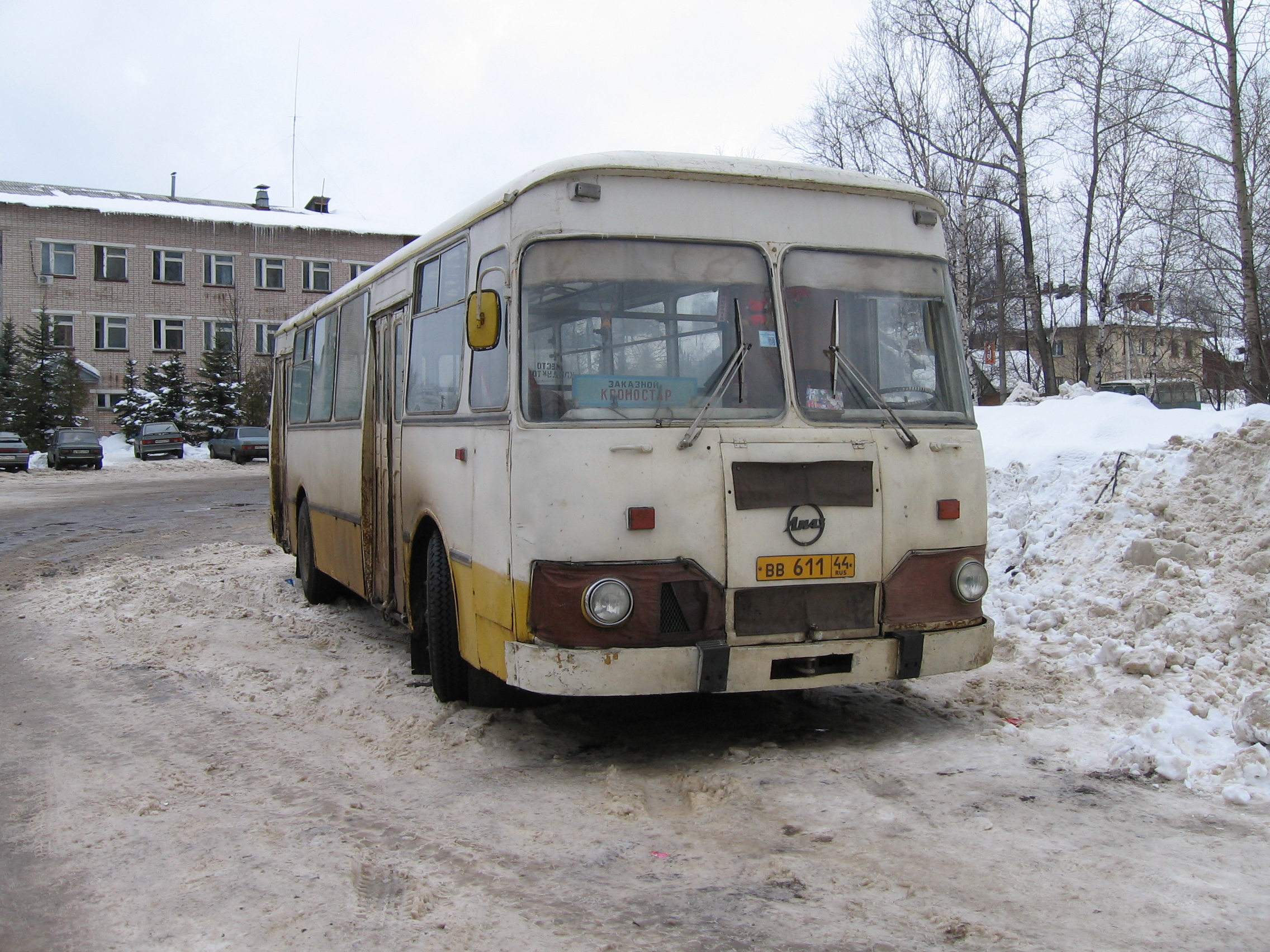
ЛіАЗ-677М в Костромі (2008)
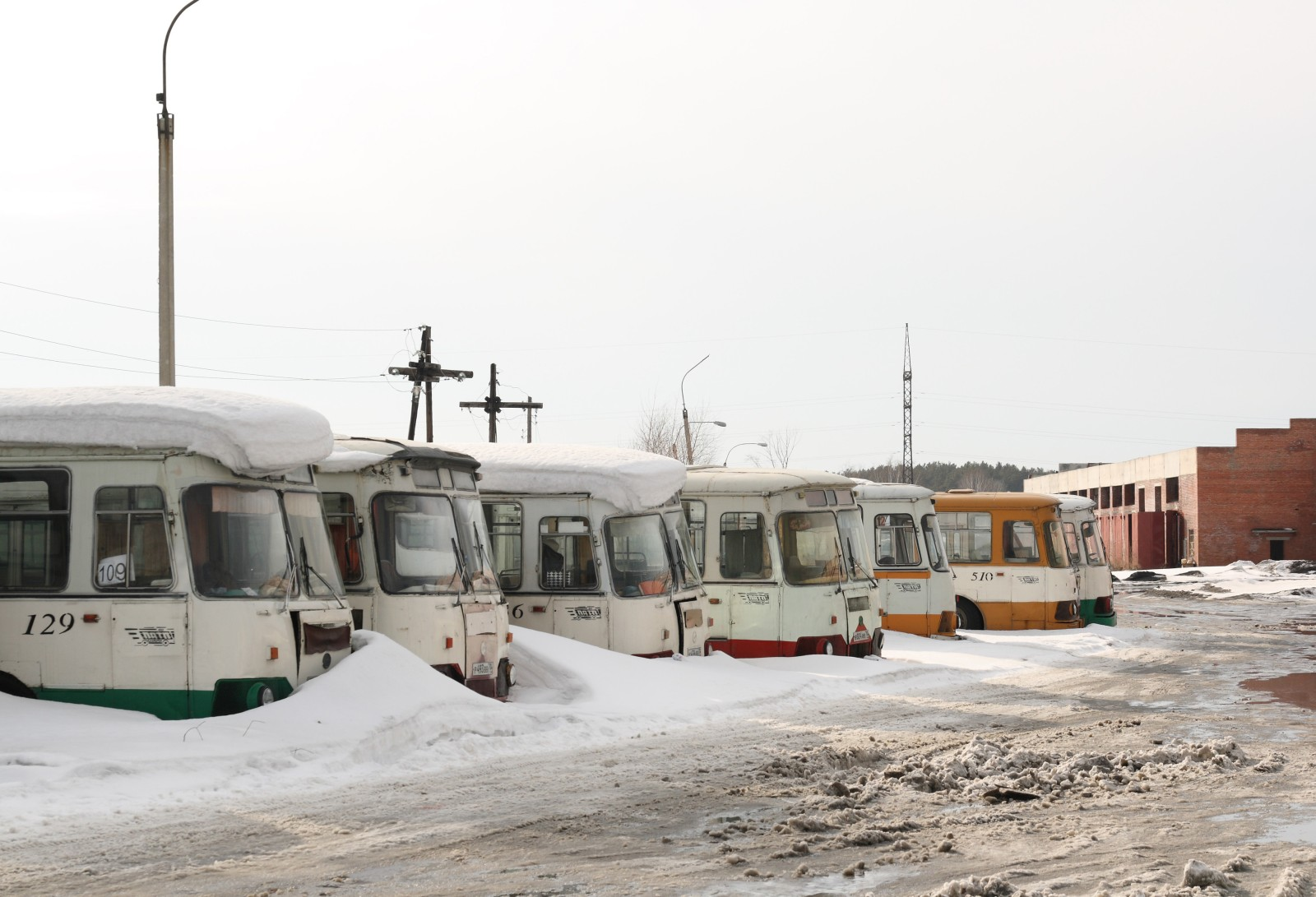
ЛіАЗи-677М
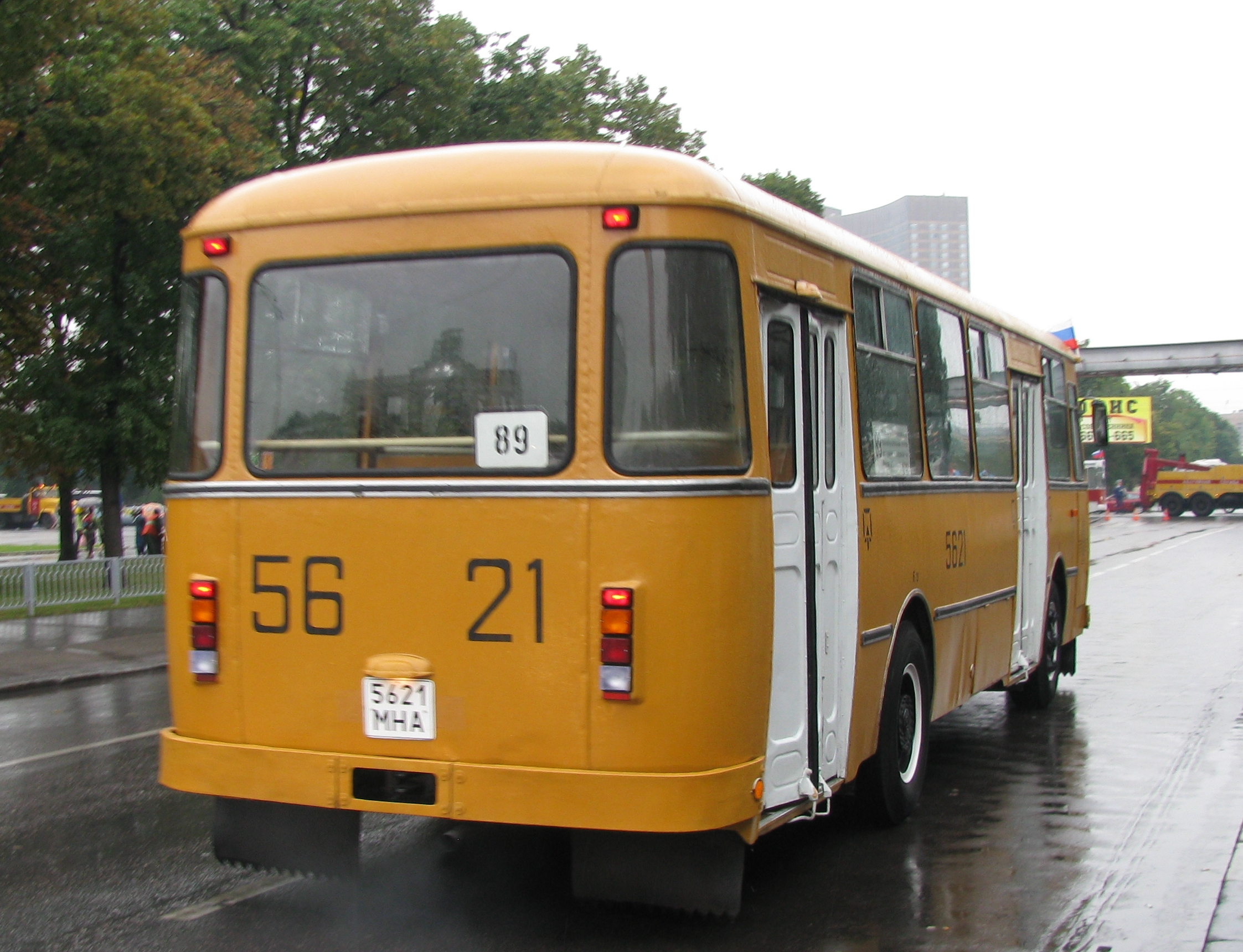
ЛіАЗ-677М
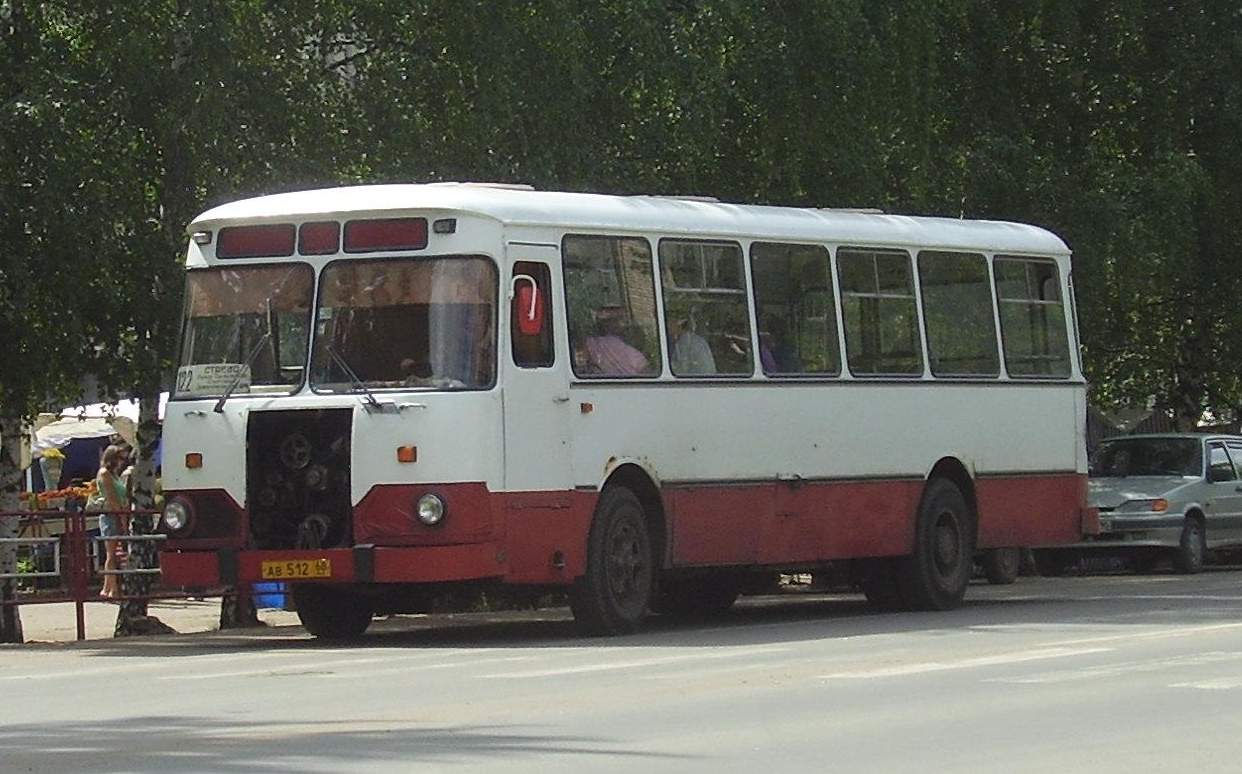
Часто ЛіАЗ-677 можна зустріти без кришки моторного відсіка — це засіб від перегрівання двигуна